# Hubert Van Neuss
Hubert Jean Théodore Napoléon Van Neuss (Hasselt, 10 december 1839 - Brussel, 6 januari 1904) was een Belgisch ambtenaar in België en in de Onafhankelijke Congostaat.

## Benoeming in de Onafhankelijke Congostaat
Op 6 mei 1885 werd Van Neuss benoemd tot administrateur-generaal van het Departement Financiën van de Onafhankelijke Congostaat door soeverein Leopold II.  Bij zijn aanstelling was de 46-jarige Van Neuss de Hoge Ambtenaar van het Ministerie van Financiën in België. Op hetzelfde moment werden Edmond van Eetvelde en Maximilien Strauch benoemd tot administrateurs-generaal van respectievelijk Binnenlandse en Buitenlandse Zaken.

## Beleid
Als administrateur-generaal van het Departement Financiën van de Onafhankelijke Congostaat diende Van Neuss beleid te voeren rond vier punten, namelijk het beheer van de belastingen, het grondgebruik, de Schatkist en het monetair systeem.
Van Neuss zag zijn beleidsvrijheid belemmerd door de Algemene Akte van de Koloniale Conferentie van Berlijn. Dit verdrag regelde namelijk de douanerechten in de Onafhankelijke Congostaat.
Tijdens zijn bewind zag Van Neuss al snel tekorten ontstaan in de begroting. Financiële tekorten werden evenwel aangevuld met middelen uit het persoonlijk vermogen van soeverein Leopold. Omdat deze aanzuiveringen niet permanent konden duren, kwam Van Neuss met een oplossing. Bij decreet van 7 februari 1888 schreef hij obligaties uit van 100 frank, met een looptijd van 99 jaar. Hij wilde 150 miljoen frank ophalen. Belgische investeerders bleken weinig vertrouwen te hebben in dit buitenlands project. De obligatie was dan ook geen succes.
Van Neuss had een groot aandeel in de bouw van de spoorlijn in Neder-Congo.
De grootste verdienste van Van Neuss was de uitbouw van een regime van grondgebruik in Congo. Ook beperkte hij de verkoop van alcoholische dranken aan de inheemse bevolking. In buitenlandse kolonies werd nochtans ingezet op deze lucratieve handel.

## Ontslag
Van Neuss nam deel aan de onderhandelingen van de Conventie van Brussel. In de marge van deze besprekingen ontstond er een meningsverschil tussen soeverein Leopold en enkele vooraanstaande ambtenaren, waaronder Van Neuss. Hij ging niet akkoord met het monopolie van de Congostaat in de handel van rubber en ivoor.
Daarom gaf hij te kennen zijn functie van administrateur-generaal te willen neerleggen. Hij werd eervol ontslagen op 19 juni 1890. Na zijn ontslag ging Van Neuss opnieuw aan de slag in de financiële administratie van België. Op 31 oktober 1890 werd hij benoemd tot secretaris-generaal van het Ministerie van Financiën.
In de Onafhankelijke Congostaat werd Van Neuss opgevolgd als administrateur-generaal door gouverneur-generaal Camille Janssen.

## Onderscheidingen
Hubert Van Neuss kreeg in zijn leven volgende onderscheidingen:
- Commandeur in de Leopoldsorde;
- Burgerlijk Ereteken eerste klasse;
- Commandeur in het Legioen van Eer;
- Commandeur met plaque in de Orde van Sint-Stanislaus;
- Commandeur met plaque in de Orde van Onze Lieve Vrouwe van Villa Viçosa;
- en Officier in de Orde van de Ster van Roemenië.

## Trivia
- Hubert Van Neuss komt voor als personage in Congo, een thriller uit 2014 naar de hand van Gregor Vincent.